# Grjotlia
Grjotlia ist ein Gletscherhang im ostantarktischen Königin-Maud-Land. In der Gjelsvikfjella liegt er auf der Westseite der Mayrkette.
Wissenschaftler des Norwegischen Polarinstituts benannten ihn 1961 nach der norwegischen Bezeichnung grjot für eine bestimmte Gesteinsart.